# Sedum crassularia
Sedum crassularia là một loài thực vật có hoa trong họ Crassulaceae. Loài này được (Schwienf.) Raym.-Hamet miêu tả khoa học đầu tiên năm 1929.